# 藤原蔵下麻呂
藤原 蔵下麻呂（ふじわら の くらじまろ、天平6年〈734年〉 - 宝亀〈775年〉）は、奈良時代の公卿。藤原式家の祖である、参議・藤原宇合の九男。官位は従三位・参議。

## 経歴
孝謙朝にて内舎人・出雲介を経て、天平宝字2年（758年）各道に対して問民苦使が派遣された際に、蔵下麻呂は山陽道問民苦使に任ぜられる。
淳仁朝末の天平宝字7年（763年）従五位下・少納言に叙任される。翌天平宝字8年（764年）正月に山陽道諸国で複数の国守の入れ替えが行われ、蔵下麻呂は備前守として地方官に転じた。これは、前年度より山陽道で旱魃が続いており、旱天に伴う食料不足に対応するため、新しい地方官人事によって事態の打開を図ろうとした藤原仲麻呂の意図によるものと考えられる。なお、同年の藤原仲麻呂の乱に直接参加している事から、遙任であったと見られる。
同年9月に発生した藤原仲麻呂の乱においては、近江国へ逃走した仲麻呂軍を孝謙上皇軍が追討した際に、蔵下麻呂は討賊将軍として将兵を率いて援軍として参じる。ちょうど近江国高島郡三尾崎で両軍が膠着状態にあった際、蔵下麻呂の加勢によって状況は急激に上皇側に傾き、間もなく仲麻呂軍は全滅した。乱にて直接兵士を率いて仲麻呂軍と交戦した貴族層は藤原宿奈麻呂・蔵下麻呂兄弟くらいであった上、蔵下麻呂の援軍により戦いの帰趨が決した事から、蔵下麻呂の軍功は抜群の評価を受ける。この功績により従五位下から八階昇進して一躍従三位に昇叙され、藤原式家の兄弟の中でいち早く公卿に列す。同年10月には廃位された淳仁天皇（淡路廃帝）の配所への護送を務めている。
天平神護元年（765年）正月に前年の乱での勲功に対して勲二等を叙勲される。2月にはさきの乱において孝謙上皇側の軍事的基盤となった授刀衛が近衛府に改組・拡充されるが、蔵下麻呂はその長官である近衛大将に任ぜられており、称徳天皇から非常に信頼されていた様子が窺われる。神護景雲元年（767年）伊予国・土佐国二国按察使となる。
神護景雲4年（770年）8月に称徳天皇が崩御すると、左大臣・藤原永手以下6名の公卿が協議の上で皇嗣として白壁王（光仁天皇）を立てる。中納言・大中臣清麻呂らこの協議に参加していない公卿が多数いる中で、蔵下麻呂は唯一参議未満ながらこれに参加している。これは近衛府の武力を背景とした軍事面の責任者として参加したと考えられるが、白壁王擁立派の中心人物である藤原宿奈麻呂が文室浄三・大市兄弟を擁立する吉備真備（中衛大将）に対抗するために、近衛大将かつ藤原仲麻呂の乱で武功を挙げた実績を持つ蔵下麻呂を参加させたとする見方もある。同年9月に兵部卿を兼ねる。宝亀2年（771年）には皇太子となった他戸親王の春宮大夫も兼ねるが、翌宝亀3年（772年）他戸親王の母・井上皇后が天皇を呪詛したとの嫌疑を受け、他戸皇太子は廃されてしまった。大宰帥に遷った後、宝亀5年（774年）従三位の叙位から10年を経て参議に任ぜられる。内臣の良継に、参議の田麻呂・百川に次いで式家兄弟4人目の議政官となって、式家主導体制は全盛期を迎えた。
宝亀6年（775年）7月1日薨去。享年42。最終官位は参議大宰帥従三位。

## 官歴
注記のないものは『続日本紀』による。
- 天平勝宝3年（751年）[11] 日付不詳：内舎人
- 天平勝宝7歳（755年）[11] 日付不詳：従六位上。出雲介
- 時期不詳：正六位上
- 天平宝字2年（758年） 正月5日：山陽道問民苦使
- 天平宝字7年（763年） 正月9日：従五位下、少納言
- 天平宝字8年（764年） 正月21日：備前守。9月21日：従三位。9月25日[12]：右兵衛督
- 天平神護元年（765年） 正月7日：勲二等。2月8日：近衛大将
- 神護景雲元年（767年） 3月20日：伊予土左二国按察使、近衛大将左京大夫如元
- 宝亀元年（770年） 9月16日：兼兵部卿
- 宝亀2年（771年） 正月23日：春宮大夫（皇太子・他戸親王）。5月14日：大宰帥
- 宝亀5年（774年） 4月24日：大宰帥。5月5日：参議
- 宝亀6年（775年） 7月1日：薨去（参議大宰帥従三位）

## 系譜
『尊卑分脈』による。
- 父：藤原宇合
- 母：佐伯家主娘（佐伯徳麻呂の娘）
- 妻：粟田廉刀自[13]（粟田馬養の娘）
  - 次男：藤原縄主（760-817）
- 妻：乙訓女王（掃守王の娘）
  - 五男：藤原綱継（763-847）
- 妻：不詳
  - 長男[14]：藤原宗継（758頃-?）
  - 男子：藤原綱主
  - 九男：藤原浄本（771-830）
  - 男子：藤原八綱
- 生母不詳の子女
  - 男子：藤原清縄
  - 女子：藤原姉子 - 藤原綱継室
  - 女子：藤原真友室